# 布魯斯·巴克林納
布魯斯·巴克林納（Bruce William Boxleitner，1950年5月12日—）是美國的一位演員和科幻懸疑作家。他主演過多部電視劇，並在1982年迪士尼電影電子世界爭霸戰擔任主演。